# Севастопольское Константиновское реальное училище
Севастопольское Константиновское реальное училище — учебное заведение в Севастополе, существовавшее с 1875 по 1920 год. Названо в честь великого князя Константина Николаевича. Располагалось в историческом районе Центральный холм, в доме № 57 по улице Советской, где сейчас находится средняя школа № 3 имени Александра Невского. Здание училища признано объектом культурного наследия регионального значения.

## История

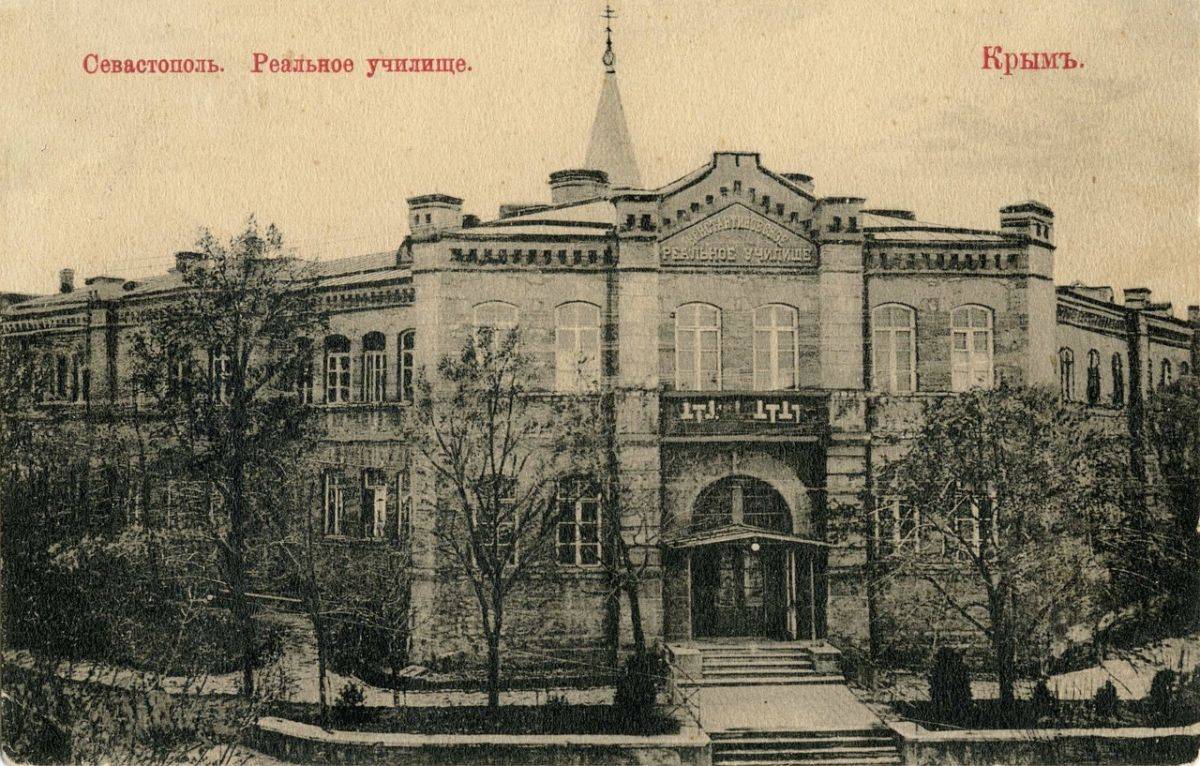
Училище на почтовой открытке

Идея открыть в Севастополе реальное училище принадлежит Таврическому губернскому земскому собранию, которое 10 декабря 1871 года образовала комиссию для организации нового городского учебного заведения. Реальное училище начало свою работу в 1875 году. В 1876 году Александр II свои указом присваивает учебному заведению наименование «Константиновское» в честь своего младшего брата великого князя Константина Николаевича, руководившего тогда морским министерством.
Собственное здание у училища появляется в 1877 году на улице Чесменской. Его проект был выполнен архитектором Максимилианом Арнольдом. С 1883 года при училище действовала Александро-Невская церковь, построенная по проекту архитектора Дрюнерта.
Административно заведение входило в Одесский учебный округ. Первоначально училище состояло из шести классов, но в 1887 году был открыт дополнительный класс и училище стало семиклассным. Количество учащихся постоянно увеличивалось: в 1886 году здесь училось 174 ребёнка, а к 1913 году это число возросло до 507. В училище принимали лиц различного вероисповедания.
Обучение в реальном училище проходило на платной основе, поэтому основной контингент учащихся состоял из детей дворян, чиновников, лиц духовного звания. От платы за обучение решением педсовета освобождалось 10 % учащихся. В их число попадали дети учителей или служащих министерства народного просвещения. Для помощи малообеспеченным детям при училище было создано благотворительное общество. Средства для таких учеников собиралась на вечерах благотворительности.
Существовала система именных стипендий для успевающих в учёбе. Свои именные стипендии имел генерал-лейтенант В. В. Ваховский, отставной статский советник А. А. Лавров и потомственный почётный гражданин П. Ф. Иванов. Стипендии также были учреждены Севастопольским обществом взаимного кредита и Севастопольским общественным собранием. В число попечителей училища входил врач и общественный деятель М. Ротгольц, а также городской голова Алексей Максимов. Помощь в работе училища оказывали и другие жители Севастополя, в частности продавая ему уголь по сниженным ценам.
Средства, выделенные работу реального училища Государственным казначейством на 1886 год, были пять раз больше суммы, которую выделяли городские власти.
7 мая 1886 года училище посетил Александр III с императрицей и другими представителями царской семьи, а 1912 году в училище нанесла визит делегация из Сербии, которую встречали с оркестром и хором.
Училище прекратило свою деятельность в 1920 году и в дальнейшем оно было преобразовано в трудовую школу № 5 имени Карла Маркса. В 1941 году в здании находился эвакуационный пункт. В настоящий момент здание бывшего реального училища занимает средняя школа № 3 с углубленным изучением английского языка. В 2015 году школе было присвоено имя Александра Невского.

## Здание

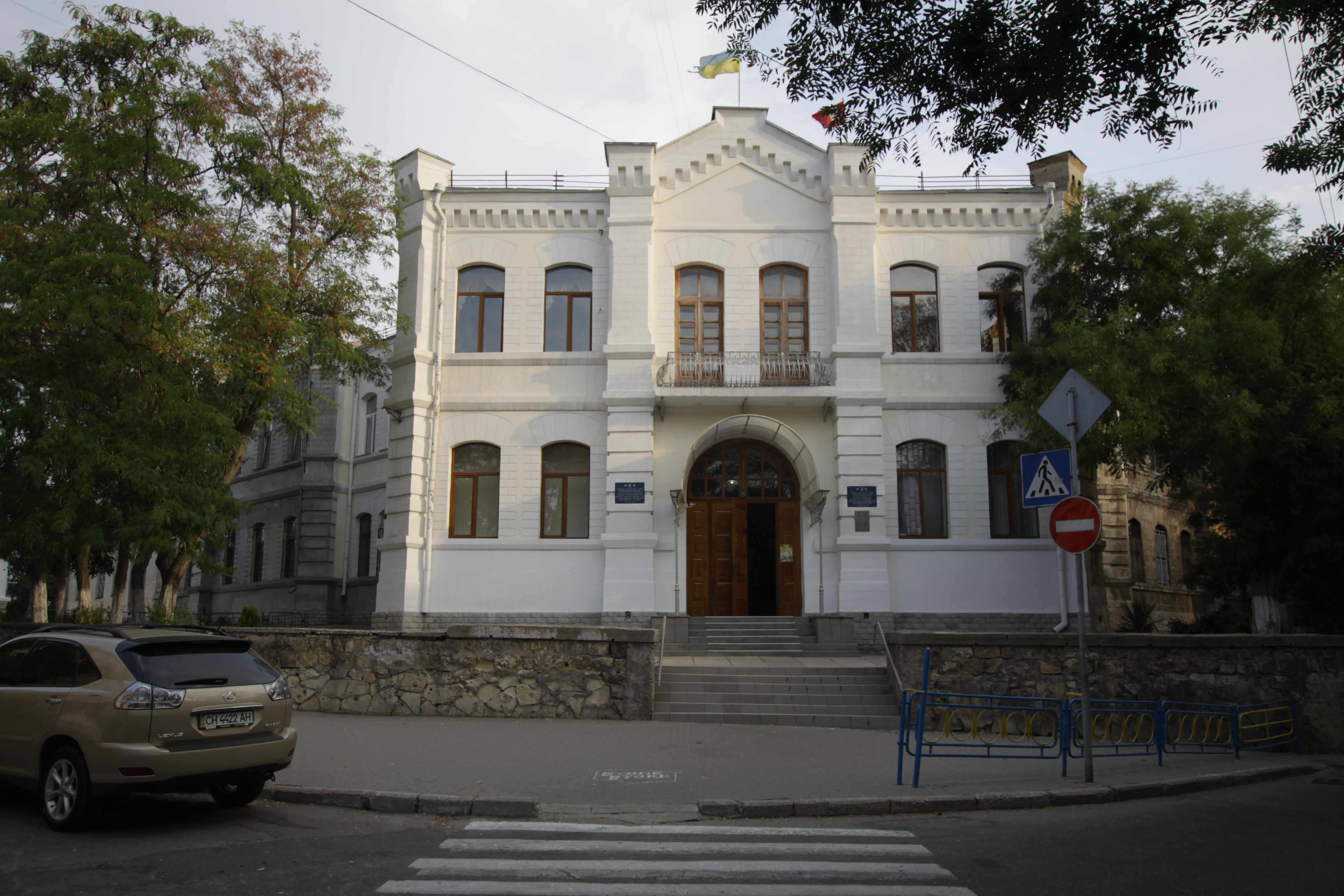
Здание в 2012 году

Здание Константиновского реального училища построено из крымбальского камня (известняк) в 1877 году на улице Чесменской. Его проект выполнил архитектор Максимилиан Арнольд в неороманском стиле. Является объектом культурного наследия регионального значения.
В 2019 году был объявлен конкурс на разработку проекта реставрации здания, начальная цена которого составила 21,3 миллиона рублей. Капитальный ремонт был начат в 2021 году. Подрядчиком была выбрана компания «Теплостройсервис», получившая контракт в размере 23,5 миллионов рублей.

## Учебный процесс
Окончание реального училища позволяло его выпускникам поступать в технические институты. Для поступления в реальное училище ребёнок должен был сдать вступительный экзамен. К концу XIX века конкурс составлял порядка двух человек на одно место. Училище являлось шестиклассным, где также работал подготовительный класс.

## Внеучебная деятельность
Учащиеся участвовали в деятельности различных благотворительных обществ. При училище существовало «Общество древонасаждений». В 1912 году были проведены сборы на нужды Черноморского общества Красного креста и Чернявского санитарного отряда, который тогда пребывал на Балканах.
Ученики принимали участие и в различных спортивных городских мероприятий. В частности участвовали в гонке судов среди средних учебных заведений на переходящий приз, организованный вице-адмиралом Иваном Бостремом. В 1915 году команда Константиновского реального училища стала победителем первого в истории розыгрыша чемпионата Севастополя по футболу.

## Руководство и преподаватели

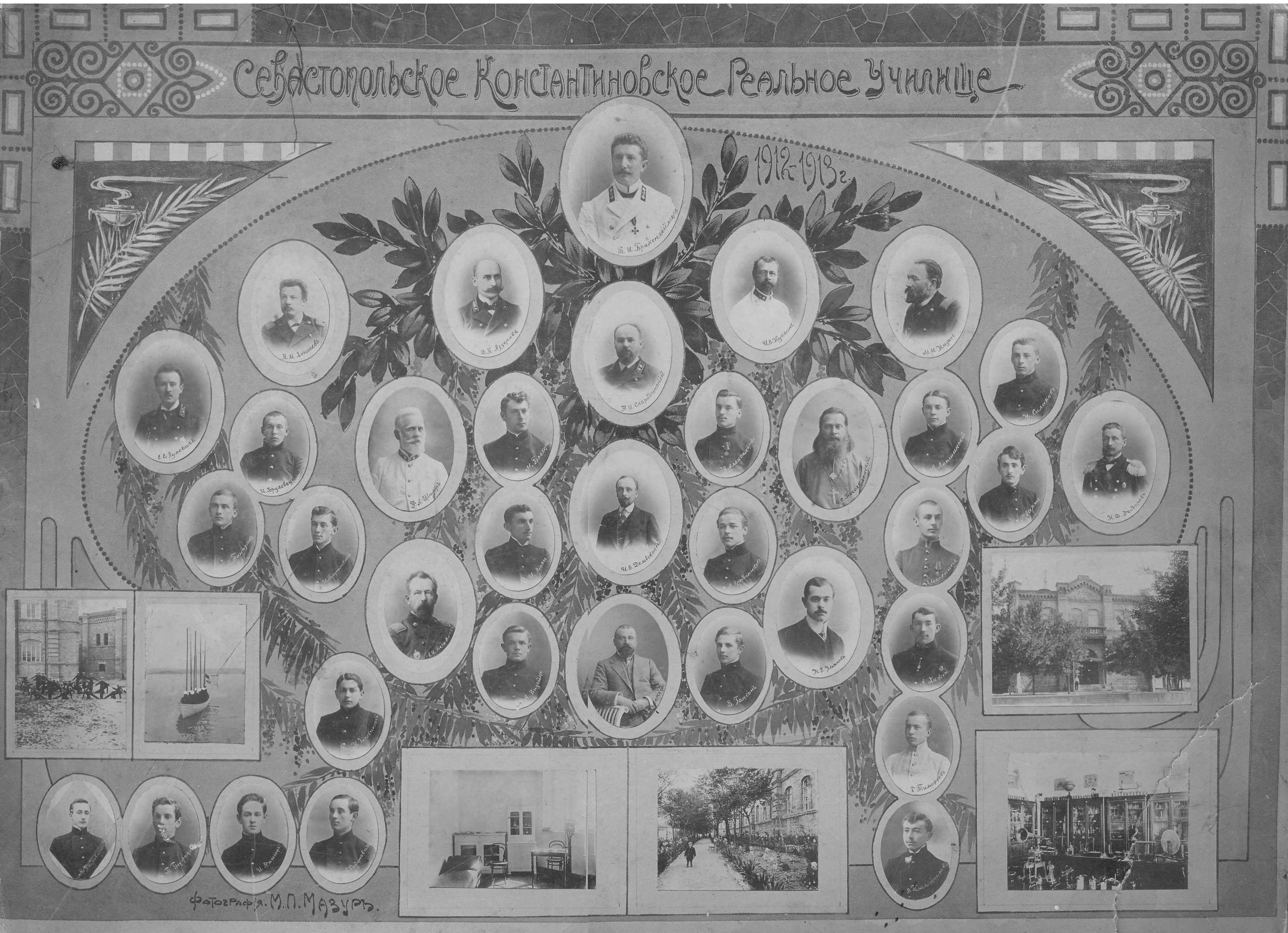
Выпуск 1913 года

За время существования училища его директорами были:
- М. Федорченко (до 1880-х);
- К. С. Попов,
- Н. Г. Урусов (1880-е);
- Константин Осипович Милашевич (1892—1906);
- И. А. Искра (1906—1912);
- Пётр Иванович Бракенгеймер (1912—1920).

Преподавателем в училище работал Николай Михайлович Янышев.

## Выпускники
Статьи о выпускниках училища, про которых есть статьи в Википедии см. здесь.
Выпускниками Константанового реального училища были:
- Арцеулов Константин Константинович[1];
- Врангель Михаил Александрович;
- Жилинский Сергей Яковлевич;
- Загордянский Константин Ильич;
- Казас Михаил Моисеевич;
- Колесниченко Анатолий Семёнович;
- Пышнов Алексей Михайлович;
- Шпажинский Юрий Ипполитович.

## В культуре
Училище упоминается в повести Владислава Крапивина «Трое с площади Карронад».